# Distretto di Agat
Il distretto di Agat è  un distretto dell'Eritrea nella regione dell'Anseba, con capoluogo Agat.